# Elba Cabrera
Elba Cabrera Trinidad (10 de abril de 1933-2 de julio de 2011) fue una cantante mexicana de música tradicional, reconocida sobre todo por su interpretación de sones tehuanos, como la La Sandunga y La Llorona. Es considerada «símbolo de la música zapoteca de Tehuantepec».

## Biografía
Elva Cabrera Trinidad nació el 10 de abril de 1933 en Santo Domingo Tehuantepec, Oaxaca, México. Sus padres fueron César Cabrera y Modesta Trinidad. Procedente de una familia ampliamente relacionada con la música, comenzó a cantar desde pequeña en la iglesia de la localidad.
En los años 1970 y 1980 cantó con la banda regional Princesa Donashii, fundada en 1967 por Margarito M. Guzmán. Con Princesa Donashii grabó un disco donde interpretó canciones como la La Sandunga y La Llorona entre otros sones tehuanos. Gracias a este disco se convirtió en la primera mujer en grabar profesionalmente música zapoteca de Tehuantepec.
Vivió sus últimos años en la Ciudad de México, donde ocasionalmente colaboró en actividades culturales, y donde falleció el 2 de julio de 2011; fue sepultada en el panteón El Refugio de Santo Domingo Tehuantepec. El 26 de mayo de 2012, el ayuntamiento de su ciudad natal, la homenajeó dedicándole la edición número 59 de la Vela Sandunga, una fiesta religiosa típica de la región.